# Maków (województwo mazowieckie)
Maków – wieś w Polsce położona w województwie mazowieckim, w powiecie radomskim, w gminie Skaryszew. Ma status sołectwa.
| SIMC    | Nazwa         | Rodzaj    |
| ------- | ------------- | --------- |
| 0637111 | Czarna Rola   | część wsi |
| 0637128 | Maków-Gaj     | część wsi |
| 0637134 | Małęcka Droga | część wsi |
| 0637140 | Nowa Droga    | część wsi |
| 0637157 | Podgranica    | część wsi |
| 0637163 | Średnica      | część wsi |
| 0637170 | Zabrodzie     | część wsi |

Wieś królewska, położona była w drugiej połowie XVI wieku w powiecie radomskim województwa sandomierskiego. W latach 1975–1998 miejscowość administracyjnie należała do województwa radomskiego.
W Makowie urodzili się i mieszkali m.in.: ks. bp Marian Zimałek, ks. inf. Adam Stanios i Franciszek Mazur (rolnik, poseł na Sejm Ustawodawczy). We wsi znajduje się ochotnicza straż pożarna oraz publiczna szkoła podstawowa im. Kornela Makuszyńskiego.
Wierni Kościoła rzymskokatolickiego należą do parafii Parafia św. Jakuba Apostoła w Skaryszewie, św. Maksymiliana Marii Kolbego w Grzmucinie(ul.Bogusławska) lub do parafii Wniebowzięcia Najświętszej Maryi Panny w Makowcu (ul. Gajowa, Lipowa, Osiedlowa).

## Zabytki
- Zespół dworski i folwarczny (XVIII–XIX wiekwiek)